# アブドゥル・ハリク
アブドゥル・ハリク（Abdul Khaliq, 1933年3月23日 - 1988年3月10日）は、パキスタンの男子陸上競技選手。パンジャーブ州ジャンド出身。専門は短距離走。
1954年にマニラで開催されたアジア競技大会に出場し、100mで金メダル、4×100mリレーで銀メダルを獲得した。このときの100mの優勝タイムは当時のアジア記録であった。1956年には、メルボルンオリンピックで100m、200m、4×100mリレーの競技に出場している。1958年には、東京で開催されたアジア競技大会に出場し、100mで金メダル、200mで銀メダル4×100mリレーで銅メダルを獲得した。1960年には、ローマオリンピックで再び100m、200m、4×100mリレーの競技に出場した。